# New Boston (Ohio)
New Boston es una villa ubicada en el condado de Scioto en el estado estadounidense de Ohio. En el Censo de 2010 tenía una población de 2272 habitantes y una densidad poblacional de 768,82 personas por km².

## Geografía
New Boston se encuentra ubicada en las coordenadas 38°45′2″N 82°56′00″O / 38.75056, -82.93333. Según la Oficina del Censo de los Estados Unidos, New Boston tiene una superficie total de 2.96 km², de la cual 2.88 km² corresponden a tierra firme y (2.63%) 0.08 km² es agua.

## Demografía
Según el censo de 2010, había 2272 personas residiendo en New Boston. La densidad de población era de 768,82 hab./km². De los 2272 habitantes, New Boston estaba compuesto por el 95.99% blancos, el 1.1% eran afroamericanos, el 0.26% eran amerindios, el 0.26% eran asiáticos, el 0% eran isleños del Pacífico, el 0.26% eran de otras razas y el 2.11% pertenecían a dos o más razas. Del total de la población el 0.88% eran hispanos o latinos de cualquier raza.